# Wilhelm Ernst (Schachspieler)
Wilhelm Ernst (* 25. August 1905 in Gelsenkirchen; † 23. Juli 1952 in Gelsenkirchen) war in den 1930er und 1940er Jahren ein starker deutscher Schachspieler.
Zunächst errang Ernst lokale Erfolge in Westdeutschland: 1934 wurde er erstmals Westfalenmeister, 1935 belegte er in Köln Platz drei hinter Ludwig Rellstab und Ludwig Engels, wodurch er sich für das Turnier um die Meisterschaft von Deutschland in Aachen im selben Jahr qualifizierte, wo er gemeinsam mit Carl Ahues und Paul Michel Rang zwei hinter Kurt Richter belegte. 1936 wurde er für die inoffizielle Schacholympiade in München nominiert. Hier überzeugte er mit einem Ergebnis von 9,5 aus 14 (+8 =3 −3). Danach gewann er das Turnier in Weidenau 1937. 1938 wurde er im Zonenturnier von Heilbronn Fünfter.
Seine höchste historische Elo-Zahl war 2612, er erreichte diese im September 1935.
Von Beruf war Ernst Stadtinspektor in Gelsenkirchen.